# Communauté de communes du Pays de la Goële et du Multien
Pour les articles homonymes, voir Goële (homonymie).
La Communauté de communes du Pays de la Goële et du Multien est une ancienne communauté de communes française, située dans le département de Seine-et-Marne et la région Île-de-France.
Le 1er juin 2013, elle fusionne avec la cc de la plaine de France et la cc des Portes de la Brie pour former la Communauté de communes plaines et monts de France.

## Composition
La communauté de communes du Pays de la Goële et du Multien regroupait 12 communes le 1er janvier 2013:
- Cuisy
- Dammartin-en-Goële
- Le Plessis-l'Évêque
- Longperrier
- Marchémoret
- Montgé-en-Goële
- Moussy-le-Neuf
- Oissery
- Saint-Mard
- Saint-Pathus
- Thieux
- Villeneuve-sous-Dammartin